# Neivamyrmex manni
Neivamyrmex manni är en myrart som först beskrevs av Wheeler 1914.  Neivamyrmex manni ingår i släktet Neivamyrmex och familjen myror. Inga underarter finns listade i Catalogue of Life.